# Campingrådet
Campingrådet var en privat dansk paraplyorganisation for campingplads-ejere og brugere. Den blev grundlagt som forening i 1989, af de kommercielle aktører i campingbranchen. 
Den 1 januar 1990 trak foreningen Campingrådet sig ud af Friluftsrådet som siden 1942 havde taget sig af alle campingrelaterede spørgsmål. Dermed lykkedes det igennem mange år at overbevise både befolkningen og politikerne at den private forening var et officielt offentligt organ, hvad det dog aldrig var. . Foreningens bestyrelse blev valgt, så den altid bestod af et overtal af repræsentanter for campingpladsejernes interesser. Dette foregik i henhold til foreningens vedtægter. Foreningen Campingrådet blev den 3 november 2017 sat under konkursbehandling af Sø- og Handelsretten Statstidende dekret S03112017-238.

## Campingpas
Ordet "Campingpas" er et dansk ord som foreningen Campingrådet har opfundet.
Denne betegnelse blev siden misbrugt, så mange i Danmark troede at der var et offentligt krav om køb af et bestemt kort for at få lov til at campere.
At man skulle købe et bestemt kort og at kun dette kunne accepteres, blev afgjort ulovligt (overtrædelse af danske og EU-konkurrencelove) i 2017 af Konkurrencerådet, hvilket afstedkom foreningen Campingrådets konkurs. I 2018 stadfæstede Konkurrenceankenævnet afgørelsen med en kendelse, og sendte sagen videre til SØIK (Bagmandspolitiet) Sagen endte med en bøde som blev godkedt af kurator på kr. 400.000,- til Campingrådet. Sagen afstedkom også en bøde til DK-Camp på kr. 300.000,-
I Danmark begynder man i 1920'erne at samle og organisere det frie lejrliv, i Lejr-sportsklubber.
Selve ordningen med Lejrpas/campingpas, blev etableret og administreret af Danmarks Naturfredningsforening, senere under navnet 'Lejerpladsudvalget' frem til 1955.
I 1942 overdrages administrationen af Lejrpasset til Friluftsrådet og dets medlemsorganisationer, som administrerer ordningen frem til 1990.
Oprindeligt fandtes der lejrpas (som var gratis). Disse lejrpas blev udstedt af lejrpladsen, så man havde styr på hvem der kom ind på pladserne. Dette kunne så afstedkomme at hvis man ikke opførte sig ordentligt kunne lejrpasset inddrages og man kunne så ikke længere campere på denne forenings lejrplads.
Med campingreglementet fra år 2000 var det ikke længere lovligt for nye campingpladser at forbeholde adgang til campingpladsen for egne medlemmer. Derudover ønskede de kommercielle campingpladser at være mere internationale og kaldte nu lejrpasset for et "campingpas" og krævede samtidig at man skulle købe det for at kunne overnatte på en campingplads.

## Grønne nummerplader
Der var tidligere et ønske om at campingpladser ikke skulle udvikle sig til "Trailerparker" som man ser i USA og Holland. For at dette ikke skulle ske blev disse store mobilhomes forbudt og skulle fjernes. I den forbindelse skulle man kunne identificere disse vogne. 
Foreningen Campingrådet fandt så på, at man kunne betale for at få denne identifikation, ved at købe grønne nummerplader. 
Ordet "grønne nummerplader" er et ord som foreningen Campingrådet har opfundet.

I forbindelse med kommunernes tilsyn af Campingpladser, skal alle beboelsesenheder kunne identificeres. Det er kommunen der bestemmer hvordan dette skal gøres. Kommunen må ikke kræve at ejeren af beboelsesenheden skal betale for denne identifikation, da det i så fald er en pålæggelse af skat. Kun folketinget må opkræve skat.
På en dansk campingplads, skal campingpladsejeren kunne identificere den enkelte campingvogn overfor kommunen:
- A: Registreret med nummerplade i henhold til lov om registreringsafgift eller.
- B: En plade af pap, papir, metal, plastic eller andet materiale påført numre &/ tal.

I campingreglementet er der intet krav til campisten om at kunne identificere sin vogn.
Hvis man er tvivl om hvordan identifikation skal være udført, skal man bede om en udskrift af kommunens bestemmelse i henhold til Campingreglementes §18 stk.2

## Klassificering af pladser
Der findes ingen officiel klassificering af campingpladser i Danmark.
Alle kan selv bestemme hvorvidt de ønsker færre eller flere stjerner. 
Der er også campingpladser i Danmark som ikke ønsker at have stjerner som en del af deres markedsføring.

## Medlemmer
I september 2016 bestod Campingrådet af følgende medlemmer som har stemmeret:
- AutoCamperRådet
- Back to Nature - Camping med naturen i centrum
- Camping Branchen
- Cyklistforbundet
- Dansk Camping Union
- Dansk Caravan Klub
- DK-Camp
- DK Camping Club
- Dansk Cykelturisme
- Dansk Naturist Union
- Dansk Turismefremme
- FDM